# America (Razorlight)
America è un singolo del gruppo indie rock inglese Razorlight, pubblicato nel 2006.

## Il brano
Il brano è stato scritto da Johnny Borrell e Andy Burrows ed estratto dal secondo album in studio del gruppo, l'eponimo Razorlight.

## Tracce
- 7"

1. America
2. Wilfred Owen (demo)

- CD

1. America
2. Teenage Logic
3. Fine